# Бенбла (округ)
Бенбла (араб. معتمدية بنبلة) — округ в Тунісі у регіоні Сахель. Входить до складу вілаєту Монастір. Центр округу — м. Бенбла. Станом на 2004 рік загальна чисельність населення становила 27382 особи.